# 大西庇阿
大西庇阿，全名为（征服非洲的）普布利乌斯·科尔内利乌斯·西庇阿（前235年—前183年）古罗马统帅和政治家。他是第二次布匿战争中罗马方面的主要将领之一，以在扎马战役中打败迦太基统帅汉尼拔而著称于世。由于西庇阿的胜利，罗马人以绝对有利的条件结束了第二次布匿战争。西庇阿因此得到他那著名的绰号：“征服非洲者”（Africanus）。在伊里帕之役（Battle of Ilipa）中，时年30岁的西庇阿就已经展示了他过人的战术素养。

## 家庭背景
普布利乌斯·科尔内利乌斯·西庇阿出身于西庇阿家族，该家族是古罗马著名贵族氏族科尔内利乌斯氏族的一个支系。他的祖先中有好几位担任过执政官职务。他的曾祖父，卢基乌斯·科尔内利乌斯·西庇阿（“大胡子”）是前280年的贵族监察官。科尔内利乌斯氏族是古罗马六个最显赫的贵族氏族之一（其它五个是曼利烏斯氏族，费边氏族，埃米利烏斯氏族，克劳狄氏族和瓦莱里烏斯氏族），而在大西庇阿生活的时代，西庇阿家族正处于其权势的颠峰，是科尔内利乌斯氏族中最有力的分支。
大西庇阿是前218年的执政官普布利乌斯·科尔内利乌斯·西庇阿的长子，与父亲同名。他的母亲庞波尼娅出身于罗马的一个著名平民氏族，可能属于骑士等级。他有一个弟弟卢基乌斯·科尔内利乌斯·西庇阿（“征服亚洲的”）也是罗马的著名将领。关于大西庇阿出生家庭的其它情况，人们知道的很少。

## 早期活动
大西庇阿很早就卷入了罗马的军事活动。当时罗马与迦太基的斗争正达到最高潮（第二次布匿战争），迦太基名将汉尼拔率军侵入了意大利本土。前218年，年轻的西庇阿在提基努斯河会战中第一次参加战斗。这次战役中罗马军的指挥官是西庇阿的父亲普布利乌斯·科尔内利乌斯·西庇阿，迦太基军的指挥官是汉尼拔。结果罗马人被击败，按照传统说法，西庇阿救了他父亲一命。接下来西庇阿又参加了特雷比亚河战役（前218年）。前216年，西庇阿在关键的坎尼会战中担任军团长。坎尼会战的结果是罗马人再次遭到惨败，他们的统帅、执政官卢基乌斯·埃米利乌斯·保卢斯阵亡。埃米利乌斯·保卢斯的女儿埃米利娅·保拉后来成为西庇阿之妻。 
坎尼会战之后，以卢基乌斯·卡埃基利乌斯·梅特鲁斯为首的一些贵族青年对形势感到悲观失望，企图逃离罗马。西庇阿作出惊人的举动：他召集支持者手持武器闯入这些青年的集会场所，胁迫他们发誓决不背叛罗马，并继续为罗马服役。这次事件可能对元老院也产生了影響。由于在与汉尼拔的战斗中已经损失了五分之一的成年公民（仅坎尼一役的损失就可能高达70000人），罗马人心动摇，主张向敌人让步者大有人在。但最终，元老院中的主要势力都坚持继续对迦太基作战，主张与迦太基妥协者没有产生任何重要影响。
前212年，西庇阿宣布竞选市政官。由于他未达到法定年龄（担任市政官者自动成为元老，而元老要求年满30岁），保民官否决了他的竞选资格。但此时的西庇阿已因其勇敢和爱国名声大噪，支持者众多，遂以毫无异议的票数当选。保民官最后也收回了他们的反对意见。就这样，西庇阿在24岁时成为市政官，进入了罗马的晋升体系。

## 征服西班牙
前211年西庇阿失去了两个亲人：他的父亲普布利乌斯·科尔内利乌斯·西庇阿和叔叔格奈乌斯·科尔内利乌斯·西庇阿·卡尔弗斯。他们在西班牙作战时，双双死于与汉尼拔的弟弟哈斯德鲁巴·巴卡的战役。第二年，西庇阿主动请缨要求指挥即将派往西班牙的新的罗马军队。尽管年轻，西庇阿依然说服了元老院和民众，成功地当选为派往伊比利亚半岛的资深执政官。按照李维的说法，当时实际上只有西庇阿一个人谋求这个职务；其他人认为前往西班牙作战无异于送死。在西庇阿于前210年抵达西班牙时，整个埃布罗河以南的地区已经全被迦太基控制。迦太基在西班牙的将领是汉尼拔的两个弟弟哈斯德鲁巴·巴卡和马戈·巴卡，以及哈斯德鲁巴·吉斯戈。这三人无法协调一致，从而使罗马人可能从中获利。
西庇阿在埃布罗河河口处登陆，并立即发动奇袭攻取了迦太基人在当地的一个基地新迦太基（今卡塔赫纳），获取了大批战略物资，包括城外的巨大银矿。由于约束军队、善待俘虏、释放被迦太基人囚禁在新迦太基城内的当地人质等措施，他成功地给当地人留下了“罗马人是解放者”的印象。李维讲述了一个故事：西庇阿手下的士兵抓到了一名美丽的女子，并把她献给他们的指挥官；但西庇阿得知这名女子已经与一个凯尔特人酋长订婚后，就立刻释放了她，没有伤害她的贞洁。显然，西庇阿希望通过这些手段使西班牙居民支持罗马，反对迦太基。因为罗马与迦太基的主战场在意大利（在那里汉尼拔仍处于绝对优势），西庇阿不可能指望从罗马获得足够增援；因此他与当地人民建立良好关系是十分明智的决策。例如，那名被他释放的妇女的未婚夫就率领他的部落来帮助罗马人（根据李维的记载）。
前209年西庇阿进行了他的第一次大会战，成功地把哈斯德鲁巴·巴卡从他位于瓜达尔基维尔河上游的过冬地拜伦赶走。在战斗前西庇阿很担心马戈·巴卡和吉斯科会把他们的部队投入战场，那样的话迦太基人会很轻易地对数量上居于劣势的罗马人形成合围。因此西庇阿的策略是迅速击溃三个敌人中的一个，以为他进行机动应付另两个敌人制造空间。双方的步兵几乎不分高下，但西庇阿隐藏了一支骑兵预备队。当这支骑兵被投入使用后，哈斯德鲁巴的防线崩溃了。尽管获胜，西庇阿没能对哈斯德鲁巴进行有效的追击，以阻止这支军队开往意大利支援汉尼拔。后来哈斯德鲁巴成功地翻越了阿尔卑斯山，但在梅陶罗河战役中被罗马执政官盖乌斯·克劳狄乌斯·尼禄击败（前207年）。
在以武力制服了一些不顺从的西班牙部落领袖后，西庇阿于前206年在伊利帕战役（发生于今塞维利亚附近）中对迦太基人取得了一次决定性的胜利。在这次战役之后，迦太基人终于被迫放弃他们经营了多年的西班牙。
在征服西班牙之后，西庇阿开始为进军非洲作准备。他先后遣使和亲自前往努米底亚，希望说服其统治者与罗马结盟。努米底亚对迦太基来说至关重要，该地区提供了迦太基的绝大部分雇佣兵。在坎尼会战中，努米底亚骑兵给罗马人留下了可怕的回忆。西庇阿成功地取得了东努米底亚王子马西尼萨的支持，而西努米底亚国王西法克斯则成为迦太基的同盟者。
在从非洲返回西班牙时，西庇阿的军队发生了一场小规模叛变，很快就被平息。在攻克迦太基人最后的据点加的斯、肃清西班牙西南部之后，西庇阿于前206年返回罗马。
西庇阿在西班牙时期部分改良了罗马的军事艺术。他赋予步兵军团下的大队以更高独立性和灵活性，并改进武器（使用西班牙式样的剑）。

## 征战非洲
前206年西庇阿返回罗马，不久当选为前205年的执政官。此时西庇阿仅有31岁，还没有达到出任执政官者所需的法定年龄（对于贵族，这一下限是40岁）。西庇阿立刻开始鼓吹进军非洲攻击迦太基本部的计划。但是，元老院的许多成员（包括费边）拒绝他的计划。这些人有的是嫉妒他的成就，有的则是出于谨小慎微，因为当时汉尼拔仍在意大利境内，而马戈·巴卡看来正准备支援汉尼拔。最终元老院只允许西庇阿去西西里，在那里他可以自行选择时机渡海进攻北非。西庇阿于是前往西西里；他没能从元老院得到一兵一卒，但他获得了在西西里招募志愿军的权力。不久他就组建并训练了一支有战斗力的志愿兵队伍。 
由于实战经验，西庇阿认识到迦太基人的骑兵对罗马步兵具有致命的杀伤力。努米底亚骑兵给他留下了尤其深刻的印象，这些骑兵在战斗中对庞大的罗马军团产生了显著的牵制作用。而罗马人的骑兵相对薄弱，而且很多是来自不可靠的意大利盟邦，或者是一些仅仅为了显示经济地位而参加骑兵队伍的所谓骑士阶级。于是西庇阿着手建立一支自己的骑兵，这支骑兵主要由西西里人组成；西庇阿几乎是用强迫的方法让西西里居民服役，从而为非洲战役作好了准备。
罗马元老院派了一个调查委员会来西西里考察西庇阿的备战情况，发现他已拥有一支装备精良的军团和舰队。西庇阿向元老院施压要求渡海进攻非洲，但元老院中的保守派，以费边为代表，继续反对他的计划。费边对汉尼拔的威力仍然担忧不已，并视任何针对迦太基本部的军事行动为徒劳的冒险。也有一些守旧的元老由于西庇阿沉浸于希腊文化而憎恶他。在当时的罗马，西庇阿是个显著的新颖人物。他不喜欢罗马人严肃简朴的传统，而对希腊世界的艺术、哲学和奢华的生活方式非常着迷。西庇阿在前205年将对库柏勒女神的崇拜从亚洲的弗里吉亚引入罗马也在一定程度上加剧了公众对他的怀疑。最终元老院允许西庇阿为罗马的利益渡海入侵非洲，但不给他任何军事和财政支持。
前204年西庇阿终于率军渡海前往非洲。罗马军队大约有25000人，分乘50条船从西西里南端港口利吕贝乌姆出发，顺利地在迦太基西北部大城乌提卡附近登陆，并得到马西尼萨及时的支持。但迦太基人已通过联姻的方式确保了与努米底亚国王西法克斯的同盟关系，后者的进军迫使西庇阿放弃围攻乌提卡并后撤；罗马人撤退到海岸线附近，在一个小半岛上建立营地过冬。第二年西庇阿再次向敌人发起进攻，这次他采用了偷袭和火攻的方法。罗马人纵火焚烧迦太基与努米底亚联军的营地，营中的士兵四散奔逃，结果在混乱的情况下被罗马军队消灭。这次战斗给迦太基人带来了极惨重的损失。波里比阿和李维都认为，死于这次进攻的迦太基人和努米底亚人有4万人之多，而且还有更多人被俘。 
在战斗结束后，西庇阿立即派遣他的两名副将拉埃利乌斯和马西尼萨去追击西法克斯，以绝后患。最后，西法克斯被打败，亲罗马的马西尼萨获得了对努米底亚的统治权。迦太基人长期以来依靠努米底亚地区勇猛的骑兵，现在他们被迫面对一个支持罗马、敌视迦太基的努米底亚了。

### 扎马战役
在西庇阿取得了辉煌胜利之后，迦太基统治集团意识到自己的危险处境，企图通过外交手段与罗马人媾和。但同时，汉尼拔和他的大军也被召回非洲。随着汉尼拔的抵达，迦太基的主战派占据了优势，他们中断了与罗马的谈判并重新开战。关于汉尼拔从意大利带回的是一支什么样的部队，存在许多争议。一些研究者认为，跟随汉尼拔返回非洲的军队大多由被迫服役的意大利人组成，而他最有战斗力的老兵已在与罗马的战斗中消耗殆尽；另一些人则认为此时汉尼拔仍拥有许多经验丰富的老兵。
无论如何，在扎马战役展开时，汉尼拔有58000名步兵、6000名骑兵和80头战象。西庇阿只有34000名步兵，但他在骑兵兵力上占有优势（8700人）。前202年10月19日，两位伟大的统帅在迦太基城与乌提卡之间的一片平原上相遇了，这就是军事史上著名的扎马会战。
汉尼拔把步兵进行标准的三线布置，第一列是轻装步兵，其后两列是重装步兵，而战象又位于步兵前面。他的战术很简单：用战象的冲击力在罗马人的阵线上打开缺口，然后用得到骑兵支援的步兵插入这个缺口。
相对的，西庇阿改进了罗马传统的布阵法（投枪兵，主力兵和老兵分三列依次布置，每横列有10个步兵大队，每个步兵大队有2个百人队），他把每一列中的各个大队都与另一列中的那些大队前后对齐，结果在步兵阵形中留出了让敌方战象通过的距离。他把拉埃利乌斯率领的西西里骑兵部署在左翼，马西尼萨的努米底亚骑兵部署于右翼。 
西庇阿的布阵方法破坏了汉尼拔的计划。当迦太基战象发起衝锋时，它们衝进了罗马人队伍中事先留好的那些空隙，不仅没有杀伤罗马士兵，而且还没能打乱他们的阵形。据记载，西庇阿还想出了其它对付战象的办法：罗马军队中有一些人带着喇叭，当战象冲过来时他们就用力吹起来，把许多大象吓得惊慌失措乃至发狂。冲入敌阵的大象又被步兵的利刃刺伤。尽管如此，战象还是给罗马的步兵队伍带来了不小的麻烦。此时由马西尼萨和拉埃利乌斯率领的罗马骑兵则在与迦太基骑兵的交锋中占了优势，并将对手赶出战场，于是汉尼拔的步兵无望再获得骑兵的支援。罗马骑兵继续追击溃散的迦太基骑兵，这样只剩下双方的步兵留在战场上进行拼杀。战斗极其血腥，没有一方能占据明显优势。当罗马人奋力冲破迦太基阵形中的前两列之后，他们合并成一条横向阵线向汉尼拔尚未投入战斗的预备队冲去，却被那些强力的老兵挡住了。战斗一时陷入僵持，但及时返回战场的罗马骑兵最终决定了一切。罗马骑兵从后方猛烈冲击了汉尼拔的军队，后者随即崩溃。
扎马战役的结果标志着第二次布匿战争的结束。迦太基的大多数领袖意识到，他们的国家已无力再战，遂决定向罗马求和。据说当一名迦太基元老仍然在元老院中主张与罗马作战时，汉尼拔毫不客气地把他从讲台上拽了下来。另一方面，一些强硬的罗马人物，以老加图为代表，主张彻底毁灭迦太基，要求西庇阿把迦太基夷为平地。但是，西庇阿却对迦太基采取了比较温和的态度，只以一个苛刻的条约（按此条约，迦太基几乎完全被解除武装，并支付巨额赔款，未得罗马同意不得向他国宣战）结束了战争。而且，按照西庇阿的意愿，汉尼拔实际成为迦太基的政治首脑。与他对敌人的仁慈相反，西庇阿对意大利人中的叛徒十分残酷：来自拉丁城市的人被斩首，若是罗马人则会在十字架上钉死。

## 后期活动
西庇阿返回罗马之后获得了一次盛大的凯旋式并被赠予“征服非洲的”（Africanus）的称号。他拒绝被给予其它更高的荣誉（曾有一些西庇阿的支持者甚至提出授予他终身执政官或独裁官职位）。前199年西庇阿当选为监察官。在从监察官职位卸任后，他在许多年里都没有参与政治活动，直到前194年第二次出任执政官。
前193年西庇阿与其他几名代表一起前往非洲，试图调解正在扩张中的马西尼萨与业已衰落的迦太基之间的尖锐矛盾。由于罗马人明显偏向马西尼萨，这次调解没有取得任何成果。前191年，罗马与东方最强大的希腊化国家塞琉古帝国爆发战争。这次战争的起因是塞琉古国王安条克三世侵入巴尔干，然而罗马人的扩张意图也起了决定作用。在安条克三世被赶出希腊后，罗马元老院决心派遣远征军入侵位于亚洲的塞琉古帝国本土。大西庇阿的弟弟卢基乌斯·科尔内利乌斯·西庇阿被元老院任命为罗马军队的指挥官，而大西庇阿与他同行（作这种安排的原因是，西庇阿刚于前194年的执政官职位卸任，尚未达到再次出任执政官的时间间隔）。很有可能，真正掌握军队领导权的是大西庇阿。前190年，罗马军队在馬格尼西亞戰役（位于小亚细亚）彻底打败了安条克三世。大西庇阿由于生病没有亲自指挥这场战斗。在返回罗马后，他的弟弟卢基乌斯获得了“征服亚洲的”的称号。

## 晚年
西庇阿对希腊文化和东方文化的偏爱以及他个人性格上的某些缺点给他竖立了不少政敌。老加图是西庇阿的反对者中的代表人物；加图以严厉和简朴著称，他认为西庇阿追求浮华并对其十分厌恶。当西庇阿兄弟结束了与安条克三世的战争返回罗马后，西庇阿的敌人们找到了打击他的把柄。表面上，打击行动是针对大西庇阿的弟弟卢基乌斯·科尔内利乌斯·西庇阿的。前187年，保民官指控卢基乌斯挪用了安条克三世偿付罗马的赔款。西庇阿不得不出面为弟弟进行辩护，尽管他知道政敌们真正的目标是他本人。西庇阿在法庭上质问，为何保民官如此关注3000塔兰特黄金的去向，而不关注已经进入国库的15000塔兰特；他是在暗示，罗马能获得赔款一事本身就是卢基乌斯的功劳。这种高调的举动弄得法官们不知所措，于是这次审判不了了之。
但事情并没有这样了结，这问题接连纠缠了西庇阿兄弟好几年（实际上，大西庇阿去世后卢基乌斯终于被定罪，被课以罚款并险些坐牢）。前185年，西庇阿本人遭到指控，他被控在战争期间接受了安条克三世的贿赂。这事一直被闹到公民大会。根据记载，西庇阿在公民大会上发表了一篇演说。他在演说中完全不提审判本身，而是向民众强调他对罗马的贡献，尤其提醒民众注意审判他的这天正是他在扎马战役中战胜汉尼拔的日子。结果他成功地在人民中引起了一场支持他的狂热，许多人，包括一些法官都簇拥到他身旁，一直跟着他到卡庇托林山（罗马七丘中的一座，朱庇特神庙位于其上）上去了。他们在那里举行祭典并向神祈祷给予罗马更多像大西庇阿这样的杰出统帅。于是西庇阿利用自己的个人威望摆脱了审判。虽然后来又有好几次审判他的企图，但都被他未来的女婿提比略·塞姆普罗尼乌斯·格拉古（老格拉古）巧妙地给阻止了。老格拉古的儿子、大西庇阿的外孙提比略·格拉古是古罗马历史上最重要的政治家之一。
在经历了这些事情之后，西庇阿的精神受到很大打击，精力明显衰退。他决定隐居，于是离开罗马到利特尔卢姆（在坎帕尼亚）自家的庄园去居住。他在那里度过了生命中的最后一段时光。
大西庇阿可能去世于前183年9月。他的确切去世日期不详。李维最开始甚至说西庇阿死于前187年，后来发现了西庇阿在公民大会的演说才认为他的去世时间不可能早于前185年。波里比阿认为西庇阿死于前183年，这个年份被大多数现代学者所接受。很讽刺地，西庇阿的对手汉尼拔可能也死于这一年。
据记载西庇阿在遗言中要求不要把他葬在罗马，因此他的墓位于利特尔卢姆。

## 失落文献
在现代，对西庇阿进行完整评价是非常困难的，原因是大多数关于他的史料都失传了。据说西庇阿曾用希腊文完成了自己的自传，但这些文献连同他长子西庇阿（同名人物，小西庇阿养父）为他所作历史传记，以及普鲁塔克所著传记均已失传（可能是人为损毁）。目前关于西庇阿的事迹主要来自于波利比奥斯的著作，蒂托·李维的《罗马史》（并未过多涉及西庇阿的私人生活），阿庇安和卡西乌斯·狄奥著作中的残存部分，以及瓦莱里乌斯·马克西姆斯所收集的趣闻轶事。在这些史料中，波利比奥斯与西庇阿的生活年代与关系都最为接近。但即使如此，由于波氏同西庇阿的近亲保持着友好的关系，同时他的记载主要来源于一位好友，盖乌斯·莱伊利乌斯，他的记载也不可避免的有所偏差。

## 评价
西庇阿是公认的军事天才之一，他的军事才能获得各个时期研究者的承认。他也非常有文化修养。西庇阿对希腊文化的热爱众所周知，在他周围也聚集了不少学者。
在政治上，西庇阿是温和而保守的：他赞同在被罗马武力征服的地区建立附庸国而不是进行直接统治。这表明他代表的主要是依靠自然经济的農業經營者的利益。这使他遭到那些一心想建立新的行省以对海外进行搜刮的商业阶层的反对。
然而，西庇阿通过第二次布匿战争获取的过大权力和个人威望也使他广受批评。这是西庇阿的政敌们攻击他的主要原因之一，他们担心他会建立独裁。西庇阿对罗马外交政策的过度影响，以及将军队“个人化”（使士兵忠于他们的指挥官）从长远看是危险的。现代研究者，如戴维·肖特在其著作《罗马共和的衰亡》中甚至认为，西庇阿为共和国后期那些权力完全不受约束的军阀（马略，苏拉等人）开了先河。

## 艺术及通俗文化中的西庇阿
18世纪的英国作曲家亨德尔以西庇阿的事迹为题材谱写了歌剧《西庇阿》，其中的部分旋律后来成为英国皇家掷弹兵卫队的进行曲。
文艺复兴初期的大诗人彼特拉克写作了以西庇阿为主人公的拉丁文史诗《阿非利加》。此外，文艺复兴时期的许多画家（包括拉斐尔）也画过以西庇阿为题材的画作。
在墨索里尼统治时期，意大利拍摄了一部歌颂西庇阿的电影：《征服非洲的西庇阿》。这部电影在1937年的威尼斯电影节上获得大奖。墨索里尼支持这部电影的原因很可能是为了向民众鼓吹对非洲的扩张，在电影拍完之后不久意大利就发动了侵略埃塞俄比亚的战争。
法國動畫片Code Lyoko（港譯至NET奇兵）中西庇阿的名字設定為前往第五區域的密碼（因為該區域同時名為迦太基，即借用了大西庇阿打倒迦太基之事跡而設定）。

## 其他
大西庇阿之子普布利乌斯·科尔内利乌斯·西庇阿（与西庇阿本人同名）的养子是著名的罗马统帅小西庇阿。小西庇阿的名字与其养父（因此也与大西庇阿）一样，而且也获得了“征服非洲的”这一绰号（因其在第三次布匿战争中彻底毁灭了迦太基）。不应把大西庇阿与小西庇阿弄混。小西庇阿实际出身于埃米利乌斯氏族，是卢基乌斯·埃米利乌斯·保卢斯·马其顿尼库斯的儿子。
小西庇阿与大西庇阿之间的复杂关系如下图。
|          |          |          |          |          |          |                                |  |  |  |        |  |               |               |               |               | 卢基乌斯·埃米利乌斯·保卢斯 |               |  |  |  |  |  |  |                                         |                                         |                                         |                                         |                                         |                                         |
|          |          |          |          |          |          |                                |  |  |  |        |  |               |               |               |               |                            |               |  |  |  |  |  |  |                                         |                                         |                                         |                                         |                                         |                                         |
|          |          |          |          |          |          |                                |  |  |  |        |  |               |               |               |               |                            |               |  |  |  |  |  |  |                                         |                                         |                                         |                                         |                                         |                                         |
| 大西庇阿 | 大西庇阿 | 大西庇阿 | 大西庇阿 | 大西庇阿 | 大西庇阿 |                                |  |  |  |        |  | 埃米利娅·保拉 | 埃米利娅·保拉 | 埃米利娅·保拉 | 埃米利娅·保拉 | 埃米利娅·保拉              | 埃米利娅·保拉 |  |  |  |  |  |  | 卢基乌斯·埃米利乌斯·保卢斯·马其顿尼库斯 | 卢基乌斯·埃米利乌斯·保卢斯·马其顿尼库斯 | 卢基乌斯·埃米利乌斯·保卢斯·马其顿尼库斯 | 卢基乌斯·埃米利乌斯·保卢斯·马其顿尼库斯 | 卢基乌斯·埃米利乌斯·保卢斯·马其顿尼库斯 | 卢基乌斯·埃米利乌斯·保卢斯·马其顿尼库斯 |
| 大西庇阿 | 大西庇阿 | 大西庇阿 | 大西庇阿 | 大西庇阿 | 大西庇阿 |                                |  |  |  |        |  | 埃米利娅·保拉 | 埃米利娅·保拉 | 埃米利娅·保拉 | 埃米利娅·保拉 | 埃米利娅·保拉              | 埃米利娅·保拉 |  |  |  |  |  |  | 卢基乌斯·埃米利乌斯·保卢斯·马其顿尼库斯 | 卢基乌斯·埃米利乌斯·保卢斯·马其顿尼库斯 | 卢基乌斯·埃米利乌斯·保卢斯·马其顿尼库斯 | 卢基乌斯·埃米利乌斯·保卢斯·马其顿尼库斯 | 卢基乌斯·埃米利乌斯·保卢斯·马其顿尼库斯 | 卢基乌斯·埃米利乌斯·保卢斯·马其顿尼库斯 |
|          |          |          |          |          |          |                                |  |  |  |        |  |               |               |               |               |                            |               |  |  |  |  |  |  |                                         |                                         |                                         |                                         |                                         |                                         |
|          |          |          |          |          |          | 普布利乌斯·科尔内利乌斯·西庇阿 |  |  |  |        |  |               |               |               |               |                            |               |  |  |  |  |  |  |                                         |                                         |                                         |                                         |                                         |                                         |
|          |          |          |          |          |          |                                |  |  |  | (收养) |  |               |               |               |               |                            |               |  |  |  |  |  |  |                                         |                                         |                                         |                                         |                                         |                                         |
|          |          |          |          |          |          |                                |  |  |  |        |  |               |               |               |               |                            |               |  |  |  |  |  |  |                                         |                                         |                                         |                                         |                                         |                                         |
|          |          |          |          |          |          | 小西庇阿                       |  |  |  |        |  |               |               |               |               |                            |               |  |  |  |  |  |  |                                         |                                         |                                         |                                         |                                         |                                         |
|          |          |          |          |          |          |                                |  |  |  |        |  |               |               |               |               |                            |               |  |  |  |  |  |  |                                         |                                         |                                         |                                         |                                         |                                         |

西庇阿的墓已经被考古学家发现并向公众开放，不过据信他本人的遗体并没有安葬在里面。

## 资料来源
- 本条目包含来自公有领域出版物的文本: Chisholm, Hugh (编).  (第11版). London: Cambridge University Press. 1911.
- 苏联历史百科全书·人物卷，1961~1973
- 外国历史名人传，中国社会科学出版社，书号：11114·4
- H. H. Scullard, Scipio Africanus: Soldier and Politician, Thames and Hudson, London, 1970. ISBN 0-500-40012-1
- B. H. Liddell Hart, Scipio Africanus: Greater Than Napoleon, W Blackwood and Sons, London, 1926
- Theodore Ayrault Dodge, Hannibal, Da Capo Press, Reissue edition, 2004. ISBN 0-306-81362-9
- M. O. Akinde, "Publius Cornelius Scipio Africanus", 2002. 见 Publius_Cornelius_Scipio_Africanus[永久]
- John Sloan, "Scipio Africanus, Publius Cornelius, (The Elder) (237 - 183 BC), son of Publius Cornelius Scipio". 见 scipio （页面存档备份，存于）

| 前任： 卢基乌斯·维图里乌斯·斐洛 & 昆图斯·卡埃基利乌斯·梅特鲁斯 | 罗马执政官 前205年 与普布利乌斯·李锡尼·克拉苏·迪维斯共职  | 繼任： 马尔库斯·科尔内利乌斯·凯特库斯 & 普布利乌斯·塞姆普罗尼乌斯·图迪塔努斯 |
| 前任： 马尔库斯·波尔基乌斯·加图 & 卢基乌斯·瓦莱里乌斯·弗拉库斯 | 罗马执政官 前194年 与提贝里乌斯·塞姆普罗尼乌斯·隆古斯共职 | 繼任： 卢基乌斯·科尔内利乌斯·梅鲁拉 & 奥卢斯·米努基乌斯·特尔姆斯             |